# Skarvar
Skarvar (Phalacrocoracidae) är en familj med sjöfåglar som numera placeras i ordningen sulfåglar. De har avlång kropp, relativt lång hals och näbb, fjäderdräkten går främst i mörka färger och de har simhud mellan tårna. De lever i skärgårdar och vid kuster. Skarvar är skickliga dykare och lever uteslutande av fisk. Utmärkande är att de sitter upprätt med utsträckta vingar för att torka efter att de har dykt efter fisk.

## Systematik

### Släktskap med andra fågelfamiljer
Skarvarnas taxonomi har varit omdiskuterad. Traditionellt placeras gruppen i ordningen pelikanfåglar (Pelecaniformes) men de har även placerats i ordningen storkfåglar (Ciconiiformes). Alla tillgängliga data tyder på att skarvarna är nära besläktade med ormhalsfåglarna (Anhingidae) och sulorna (Sulidae), men kanske även pelikanerna och/eller pingvinerna, än några andra av dagens fåglar. Molekylära och morfologiska studier har visat att ordningen pelikanfåglar är parafyletisk. Skarvarna har flyttats till den nya ordningen sulfåglar tillsammans med fregattfåglar, sulor och ormhalsfåglar.

### Indelning inom familjen
Länge har alla arter i familjen placerats i ett eget släkte, Phalacrocorax. De allra minsta arterna, bland annat den i Europa förekommande dvärgskarven, har dock numera allmänt urskilts i det egna släktet Microcarbo. Bland de återstående arterna har genetiska studier visat att olika grupper skildes åt för relativt länge sedan. Allt fler auktoriteter har därför valt att dela upp släktet Phalacrocorax ytterligare. Familjen delas därför vanligen in i sju släkten, efter systematiken hos AviList:
- Microcarbo – fem små och kortnäbbad skarvarter
- Poikilocarbo – sydamerikanska arten rödfotad skarv
- Gulosus – europeiska och nordafrikanska toppskarven
- Nannopterum – tre amerikanska arter, bland annat flygoförmögna galápagosskarven
- Leucocarbo – nio arter på Södra halvklotet.
- Urile – fyra arter centrerade kring norra Stilla havet, varav en utdöd
- Phalacrocorax – elva stora skarvarter, däribland storskarven

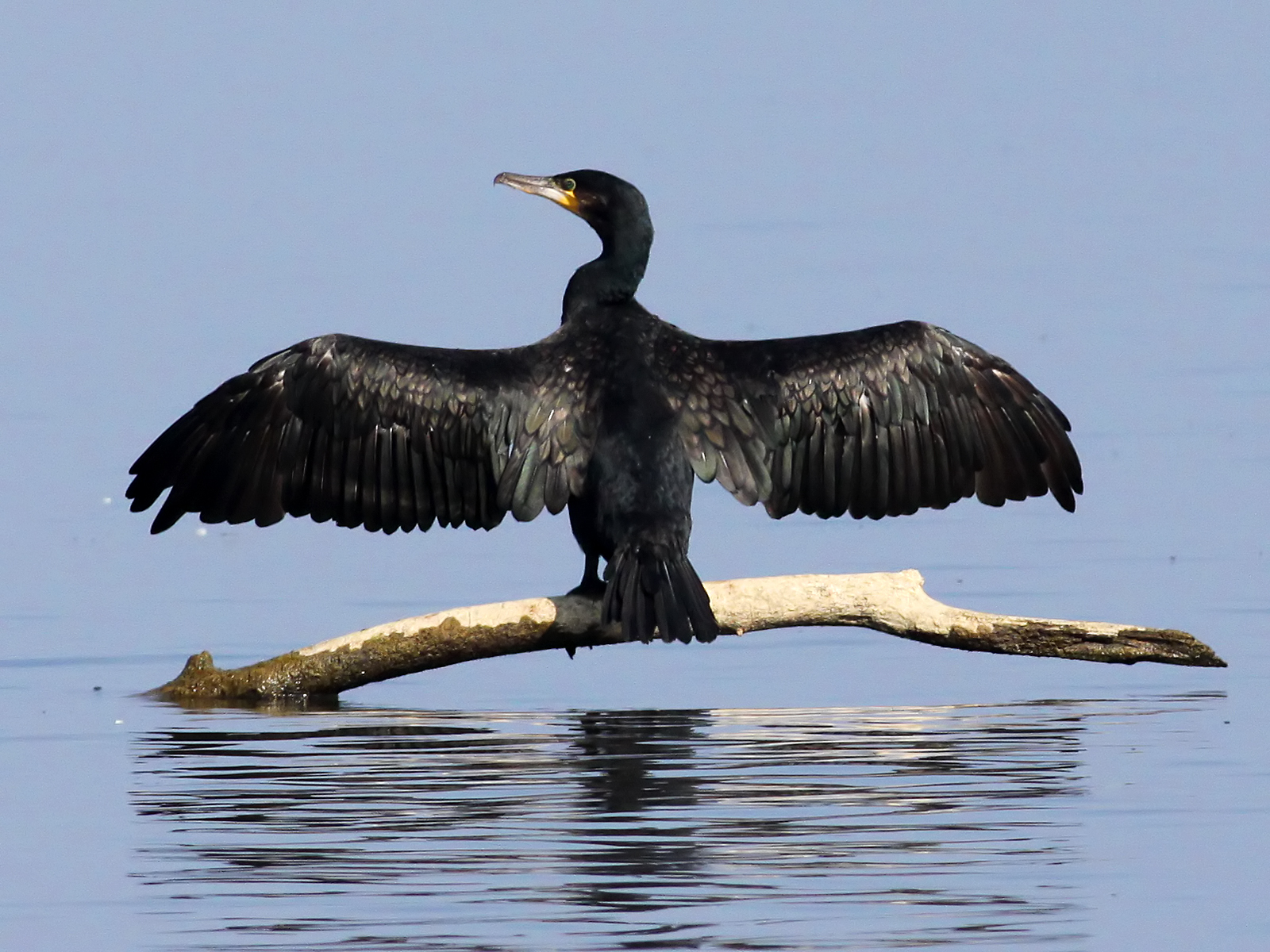
Storskarv som torkar fjädrarna genom att breda ut vingarna.

## Vingtorkning
Till skillnad från många andra vattenlevande fåglar som änder och gäss, är det yttre skiktet av skarvens fjäderdräkt inte vattenavstötande. Detta gör att fågeln tyngs ned vilket gör det enklare att dyka. För att torka det yttre vattenindränkta fjäderskiktet ställer sig skarvarna med utbredda vingar. Detta har dock aldrig observerats hos antarktisskarv (Leucocarbo bransfieldensis). Det har även lagts fram teorier om att skarven sitter och värmer sig med utbredda vingar för att värma upp den kalla fisken som den ätit, men en forskningsstudie motbevisar detta. Dock breder skarvar ibland ut sina vingar även när de inte är blöta, vilket tyder på att de utbredda vingarna även kan ha andra funktioner.

## Skarvar och människan

### Skarvfiske

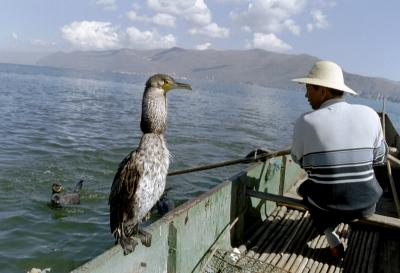
En kinesisk fiskare med sin skarv på sjön Erhai vid Dali, Yunnan.

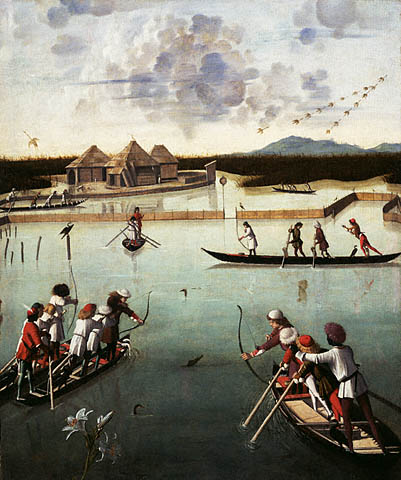
Målningen Caccia in laguna ("Lagunjakt") från 1490–1495 av Vittore Carpaccio skildrar en form av skarvfiske i Venedigs lagun.

I Sydostasien har tama skarvar använts vid fiske i århundraden. I Kina används storskarv och i Japan japansk skarv Den äldsta säkra källan är kinesisk från 317 f.Kr men det finns även en möjlig japansk källa från 600 f.Kr. Det finns olika metoder. Skarvfisket sker från mindre båtar. I Kina knyts en snara kring fågelns hals som hindrar den att svälja fiskar men i övrigt är de ibland mycket tama skarvarna fria att dyka och flyga som de vill. Ibland är snaran så stor att den kan svälja mindre fiskar medan andra belönar skarvarna med bitar av fångsten. Fiskarna som skarven fångar avlägsnas ur skarvens hals eller också spyr skarven upp fiskarna i båten. I Kina förekommer fortfarande denna fiskemetod men den är ovanlig bland yrkesfiskare. I Japan har skarvfisket istället formaliserats och ritualiserats och sedan den tidigt kopplades till adeln och hovet. Här sker fisket om natten med lanterna på båten och skarvarna hålls i ett sorts koppel om halsen som även stryper åt halsen så att de inte kan svälja fisken. Ofta har varje båt flera fåglar, ibland över tio stycken. I Japan hålls traditionen idag vid liv av hovet men även som en turistattraktion.

#### I Europa
Kring 1500-talet introducerades denna fiskemetod av sjömän i Europa och det finns källor som beskriver att bra fiskeskarvar skattades högt. På 1600-talet introducerades skarvfiske i England av James I och i Frankrike av Louis XIII. Hur och varför dessa båda monarker blev intresserade av skarvfiske är oklart. James I lade ned en förmögenhet på domesticerade skarvar och ägde en mängd fåglar som han bland annat tog med på fisketurer till Cambridgeshire och Norfolk. Enligt John Rays Ornithology från 1678 verkar det europeiska skarvfisket har influerats av falkeneringstraditionen då skarven bars ut på en handsklädd arm och bar huva innan den släpptes för att fiska. James försökte exportera skarvfisket till andra delar av Europa och skickade därför ett antal fåglar till Venedig men dessa stals på vägen. James son Charles I höll traditionen levande men mot slutet av 1600-talet verkar skarvfisket ha försvunnit från Europa.

### Namn
Skarvfamiljens vetenskapliga namn Phalacrocoracidae är en latiniserad form av dess gammalgrekiska trivialnamn för skarvar och betyder "skallig korp", från falakrós (φᾶλακρός, "skallig") + kórax (κόραξ, "korp"). Liknelsen vid en havets korp beror både på dess färg och form men förmodligen även på moraliska kvaliteter som människan projicerat på skarven.
Kopplingen till kråkfåglar märks även i att skarvar tidigare på svenska har benämnts kormoraner (och storskarv, den enda i Sverige förekommande arten kormoran) vilket är en sammanslagning av de latinska Corvus marinus, det vill säga "havskorp" eller "havskråka". Detta namn återfinns idag på flera språk, bland annat engelskans cormorant. Kopplingen finns även i det svenska uttrycket ålekråka, vilket är ett gammalt uttryck för storskarv som ibland används än idag. Men liknelsen förekommer även i helt andra kulturer och språk. På hindi där den kallas pan-kowwa eller jal-kowwa (जल-कौवा) vilket betyder "vattenkråka" och ett gammalt kinesiskt namn kan översättas till "vattenlevande gammal kråka".
Den har även kallats havstjäder.

### I kulturen
I James Bond-boken You only live twice av Ian Fleming från 1964 har den japanska rollfiguren Kissy Suzuki en japansk skarv som beskrivs som mycket vacker. Skarven i boken bär namnet David efter David Niven vilket ska ha varit ett internt skämt.